# 阿沃奈瓦勒多尔
阿沃奈瓦勒多尔（法語：Avenay-Val-d'Or，法語發音：[avnɛ val dɔʁ]）是法国马恩省的一个市镇，属于埃佩尔奈区。

## 地理
阿沃奈瓦勒多尔（49°4'9"N, 4°2'45"E）面积12.49 平方千米，位于法国大東部大區马恩省，该省份为法国东北部内陆省份，北起阿登省，西北接埃纳省，西南接塞纳-马恩省，南至奥布省，东南接上马恩省，东临默兹省。
与阿沃奈瓦勒多尔接壤的市镇（或旧市镇、城区）包括：热尔迈讷、方丹叙阿伊、米蒂尼、阿伊香槟。

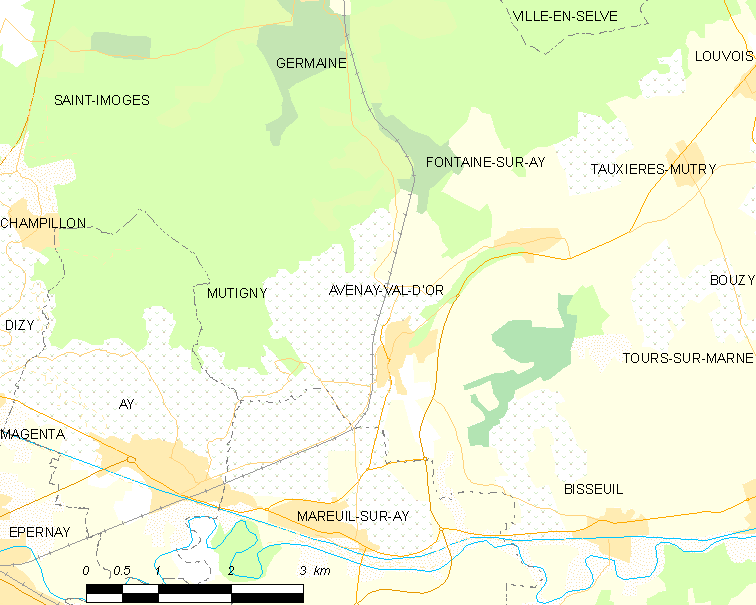
阿沃奈瓦勒多尔的OSM定位图

阿沃奈瓦勒多尔的时区为UTC+01:00、UTC+02:00（夏令时）。

## 行政
阿沃奈瓦勒多尔的邮政编码为51160，INSEE市镇编码为51028。

## 政治
阿沃奈瓦勒多尔所属的省级选区为埃佩尔奈第一县。

## 人口

1962-2008年间阿沃奈瓦勒多尔人口变化图示

阿沃奈瓦勒多尔于2022年1月1日时的人口数量为961人。